# African Lakes Corporation

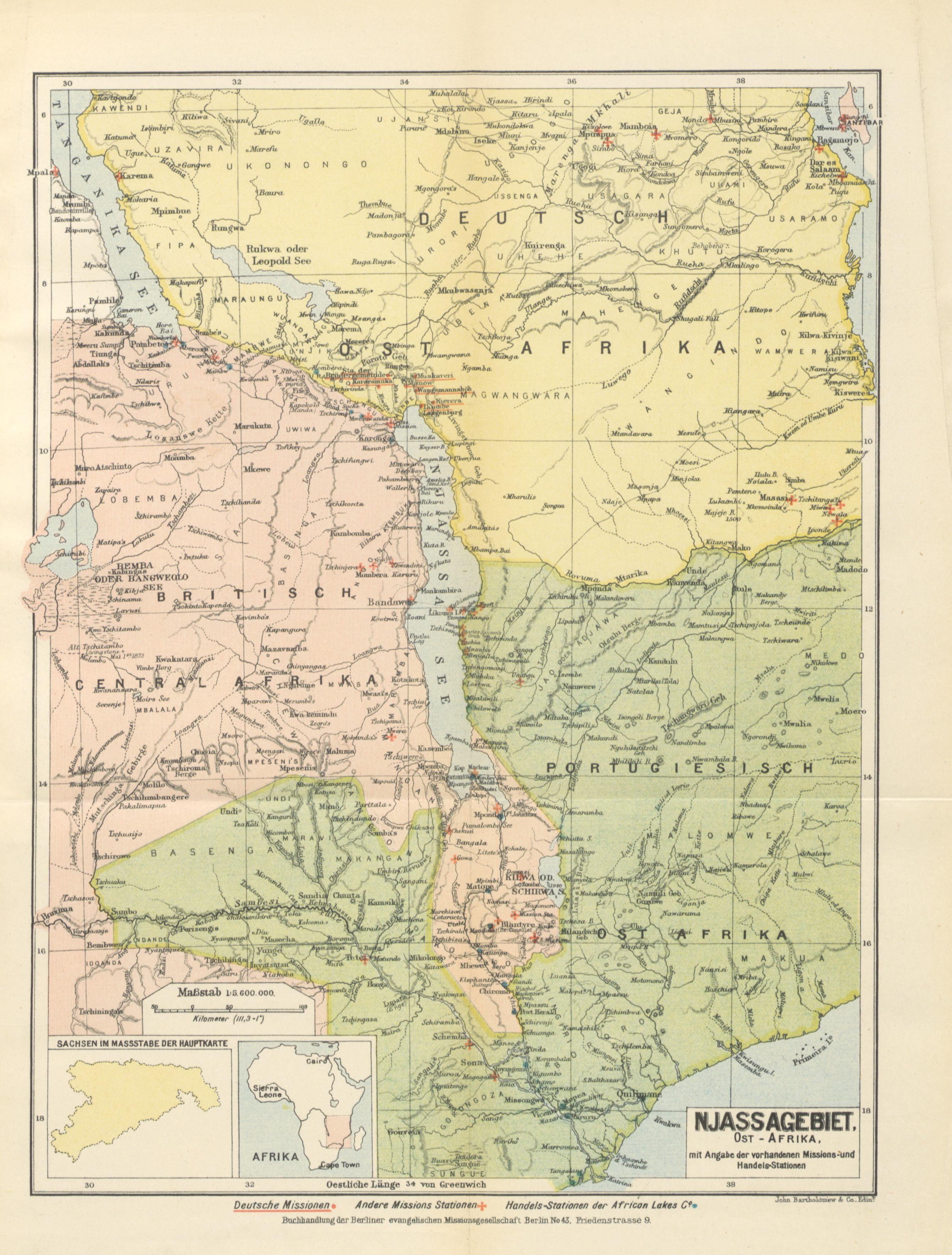
Carte de l'Afrique éditée par l'African Lakes Corporation en 1894.

L'African Lakes Corporation plc était une entreprise britannique, fondée en 1877 par des entrepreneurs écossais afin de coopérer avec les missions protestantes presbytériennes dans ce qui est de nos jours le Malawi. Malgré son apparentement originel avec l'Église libre d'Écosse, elle agissait en Afrique dans un but lucratif et non philanthropique. 
Elle avait, dans les années 1880, l'ambition de contrôler une partie de l'Afrique centrale et se trouva en guerre ouverte avec les commerçants swahilis. Son activité à l'époque coloniale comprenait le transport sur les lacs et rivières d'Afrique centrale, le commerce de gros et de détail dont des magasins généraux, le recrutement de main-d'œuvre, le terrassement et, vers la fin, le commerce d'automobiles. L'entreprise se diversifia ensuite, mais se trouva en déclin dans les années 1990 et fut liquidée en 2007. L'un de ses derniers dirigeants accepta de faire don des documents de l'entreprise au service des archives de l'université de Glasgow, où ils sont à la disposition des chercheurs.

## Création et activités à l'époque coloniale
L'entreprise fut d'abord créée sous le nom de Livingstonia Central Africa Company en 1877, avec un siège social à Glasgow. Ses créateurs étaient un groupe d'entrepreneurs et ses premiers dirigeants étaient deux frères, John et Frederick Moir. Elle fut renommée African Lakes Company Limited en 1878 et African Lakes Corporation Limited en 1894. John Moir quitta la compagnie en 1890, tandis que Frederick Moir retourna en Écosse en 1891, mais continua à y travailler. Les trois premiers des directeurs et plusieurs des actionnaires d'origine étaient en lien avec le comité des missions de l'Église libre d'Écosse, fondatrice de la mission de Livingstonia. Leurs objectifs étaient de mettre place un réseau de commerce et de transport avec l'aide des missions, de combattre la traite esclavagiste en lui substituant un commerce légitime, et de faire des profits tout en développant l'influence européenne dans la région.
Les actions de l'entreprise furent achetées par la British South Africa Company (BSAC) en 1893. Une fois passée sous le contrôle anglo-sudafricain de la BSAC, elle perdit sa relation privilégiée avec l'Église libre d'Écosse et, quels qu'aient été ses buts originaux, elle devint une entreprise opérationnelle dépendant de la maison-mère. En 1893, les activités de l'African Lakes Company Limited furent transférées à l'African Lakes Trading Corporation Limited, une entreprise enregistrée en Écosse, qui fut ré-enregistrée en tant que société à responsabilité limitée sous le nom d'African Lakes Corporation plc en 1982.
L'entreprise établit des postes de commerce le long des rives du lac Nyasa (lac Malawi) et de la basse vallée de la Shire à la fin des années 1870 et au début des années 1880. Ses activités furent d'abord entravées par l'obligation de fournir les implantations missionnaires et par un manque de capital. Ses dirigeants, les frères Moir, se concentrèrent sur le commerce d'ivoire plutôt que sur les cultures de rente, mais durent faire face à la rude concurrence des commerçants swahilis. En 1883, l'entreprise créa un poste à Karonga pour échanger l'ivoire. Il était principalement approvisionné par un trafiquant nommé Mlozi, aussi impliqué dans la traite esclavagiste. En 1886, les relations avec Mlozi et les autres commerçants swahilis se détériorèrent, pour partie à cause des délais ou des réticences à fournir les produits demandés (essentiellement des armes et des munitions), et pour partie parce que les Swahilis s'impliquaient davantage dans la traite des esclaves et attaquaient les communautés Ngonde que la compagnie avait promis de protéger. La compagnie avait aussi promis de défendre les habitants de Karonga, au bord du lac, contre les trafiquants swahilis armés, à la recherche d'esclaves et d'ivoire ; entre 1887 et 1889 elle se trouva ainsi impliquée dans une guerre locale contre les Swahilis et leurs alliés, la guerre de Karonga. Après que les négociations entre les Swahilis et les chefs Ngonde eurent échoué, l'African Lakes Company intervint pour le compte des Ngonde. Les combats eurent lieu à un endroit appelé « l'oreille arabe » entre novembre 1886 et décembre 1887 et, de nouveau, entre avril 1888 et mars 1889. Vers la fin, en juin 1888 puis entre janvier et février 1889, le capitaine Frederick Lugard, devenu plus tard 1er baron Lugard, participa à l'attaque des entrepôts des commerçants swahilis, sans succès. Son échec dans ce domaine mis aussi fin à ses ambitions politiques dans la région.
L'entreprise conclut, ou en tout cas prétendit avoir conclu, entre 1884 et 1886, des traités avec les chefs locaux aux alentours de Karonga, au nord-ouest du lac Malawi, où se situait son poste commercial, avec l'ambition de devenir une compagnie à charte. Il s'agissait pour elle de contrôler la route, sinuant le long des rives de la Shire, menant au lac. En 1886, elle abandonna toute velléité de contrôler les hautes-terres en aval de la Shire, malgré le fait que les missionnaires protestaient qu'ils n'avaient pas la capacité à régir efficacement la région. L'entreprise prétendait néanmoins que les traités qu'elle avait signé lui donnait des droits de propriété sur 2,7 millions d'acres, couvrant tout ce qui était à l'époque le North Nyasa District (ce qui correspond aujourd'hui aux districts de Karonga, Chitipa et Rumphi). Des enquêtes, menées en 1929, montrèrent que ces allégations étaient fausses ; certains traités n'avaient jamais été signés, d'autres l'avaient été avec des gens qui n'étaient pas les chefs légitimes des terres qu'ils prétendaient posséder et d'autres avaient été obtenus par tromperie. La compagnie n'avait fait pratiquement aucun effort pour mettre les terres en valeur, mais en avait vendu une partie pour des plantations et les populations locales craignaient qu'il y ait d'autres ventes. À l'époque de la rédaction des rapports d'enquêtes, l'African Lakes Company était passée sous le contrôle de la British South Africa Company qui accepta, en 1930, l'annulation des droits de propriété sur les terres en échange de droits miniers d'exploitation sur la même région.
L'African Lakes Company opérait des transports fluviaux et lacustres grâce à plusieurs bateaux à vapeur sur le lac Nyasa et sur la rivière Shire jusqu'à l'embouchure du Zambèze, à Chinde. La concession britannique à Chinde était louée au gouvernement portugais pour 99 ans à partir de 1890 et était devenue un port océanique, desservi jusqu'en 1914 par l'Union-Castle Line et les bateaux de la ligne de l'Afrique orientale allemande. Un service restreint fut réinstauré en 1918 par l'Union-Castle Line, mais il cessa en 1922, lorsqu'un cyclone endommagea le port. En 1897, l'African Lakes Company possédait une implantation à Chinde, où des passagers étaient transférés vers sa flotte de bateaux à vapeur fluviaux de 40 tonnes environ, lesquels embarquaient hommes et marchandises sur le Zambèze et la rivière Shire, le long des rives desquels existaient des postes commerciaux, appartenant au « protectorat britannique d'Afrique centrale ». Elle possédait aussi plusieurs postes aux alentours ainsi que trois bateaux lacustres à vapeur circulant sur le lac Nyasa (le plus gros jaugeait 177 tonnes), un bateau à vapeur et un grand bateau à voiles qui naviguaient sur le lac Tanganyika et un petit vapeur desservant le cours supérieur de la Shire. Le développement du port de Beira, au Mozambique, la construction du chemin de fer trans-Zambèze et un cyclone désastreux en 1922, qui endommagea sérieusement Chinde, entraînèrent la fin du trafic fluvial sur le Zambèze. La nouvelle compagnie du chemin de fer trans-Zambèze réutilisa les navires de l'African Lakes Company en 1923 pour s'en servir comme ferries sur le Zambèze.
Dès les années 1880, la compagnie commença à recruter des travailleurs près de la mission de Livingstonia et à les transporter sur ses vapeurs pour les faire travailler, avec des contrats de six mois, dans la haute-vallée de la Shire ; ce furent les débuts des migrations de travail en Afrique centrale. En 1894, l'entreprise employait 5 500 travailleurs migrants dans la haute-vallée de la Shire. Outre ses postes commerciaux, l'entreprise avait ouvert des magasins urbains et villageois, dévolus au commerce de gros et aux clients Européens. En 1911, elle avait aussi ouvert cinquante magasins de village, appelés « mandalas ». Ce terme argotique était censé venir du surnom donné aux lunettes de John Moir, lesquelles reflétaient la lumière comme l'aurait fait un plan d'eau. Le siège de la compagnie à Blantyre, appelé Mandala House, existe toujours ; c'est désormais un monument national et le plus ancien bâtiment du Malawi. Après que la liaison ferroviaire jusqu'à Beira eut obligé l'entreprise à se séparer de ses bateaux, elle se concentra sur ses magasins « mandala » et créa, en 1924, une entreprise de commerce automobile, Mandala Motors, qui crût jusqu'à couvrir onze pays d'Afrique.

## Activités à l'époque post-coloniale et cessation d'activité
Dans le courant des années 1980, afin de bénéficier d'avantages fiscaux, l'entreprise acheta plusieurs revendeurs automobiles rentables au Royaume-Uni. La performance fut faible. Durant la récession du milieu des années 1990, l'entreprise fut amenée à liquider ses actifs en matière automobile au Royaume-Uni, car elle ne pouvait supporter les pertes afférentes. Après cela, l'entreprise se recapitalisa en attirant de nouveaux investisseurs, afin de purger ses dettes et d'étendre ses activités. Elle put ainsi acheter d'autres entreprises du domaine automobile et du secteur d'internet, liquidant son groupe hôtelier au Malawi et acquérant Africa Online, un fournisseur d'accès internet basé à Nairobi.
L'entreprise se concentra ainsi sur trois activités principales : l'automobile, la fourniture de produits informatiques et l'internet en Afrique. Ce fut une erreur de management. Afin d'obtenir l'argent nécessaire à ses opérations dans le domaine d'internet en début de phase et pour soutenir son ambition, l'entreprise commença, faute de nouveaux capitaux, à se séparer de ses actifs. Elle vendit ses activités « non-internet », y compris, en 2003, la Vizara Rubber Estate, dans le nord du Malawi, pour une fraction de sa valeur, tandis qu'en 2002 ses activités en matière d'automobile avaient déjà été cédées à l'entreprise française CFAO, l'ancienne « Compagnie Française de l'Afrique Occidentale ».
La vente des activités rentables, l'absence de résultats et les provisions massives nécessaires à l'investissement dans le domaine de l'internet conduisirent à des pertes significatives, à une dégradation du bilan et à la baisse de la valeur de ses actions. L'entreprise était cotée en bourse depuis sa création et avait été cotée à la bourse de Nairobi mais, par suite de l'effondrement de son cours, elle fut retirée de la cotation en 2003. À ce moment, son action valait moins d'un penny, sa plus basse valeur depuis 120 ans.
L'entreprise vendit son dernier actif, Africa Online, à Telkom, une entreprise sud-africaine de télécommunications en 2007, cessant ensuite son activité après plus de 130 ans d'existence.
En 2013, un groupe d'investisseurs écossais relança le nom de African Lakes Company Ltd comme moyen d'investissement dans les PME malawites. Le but était d'encourager l'investissement au Malawi, de créer des moyens d'existence durables, de générer un retour sur investissement et de réduire la dépendance du Malawi à l'aide internationale. Ce projet bénéficia de l'aide des gouvernements écossais et malawite et de nombreux investisseurs expérimentés. Cependant, cette nouvelle entreprise n'est en aucune manière le successeur de l'African Lakes Corporation Ltd d'origine, car elle n'a acquis aucun des actifs de l'entreprise précédente et possède une personnalité juridique distincte.

### Traduction
- (en) Cet article est partiellement ou en totalité issu de l’article de Wikipédia en anglais intitulé « African Lakes Company » (voir la liste des auteurs).